# Longèves (Wandea)
Longèves – miejscowość i gmina we Francji, w regionie Kraj Loary, w departamencie Wandea.
Według danych na rok 1990 gminę zamieszkiwało 897 osób, a gęstość zaludnienia wynosiła 77 osób/km² (wśród 1504 gmin Kraju Loary Longèves plasuje się na 623. miejscu pod względem liczby ludności, natomiast pod względem powierzchni na miejscu 935.).